# Alsópetény

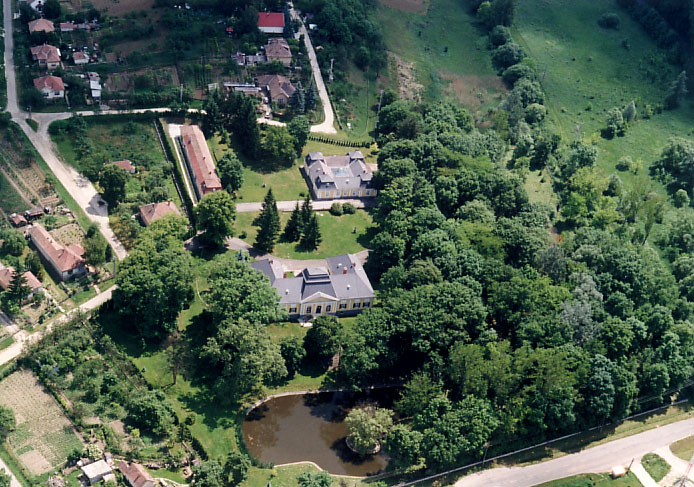
Pałac z w z lotu ptaka

Alsópetény (słow. Dolné Peťany) – wieś i gmina w północnej części Węgier, w pobliżu miasta Rétság. Miejscowość leży na obszarze Średniogórza Północnowęgierskiego, w pobliżu granicy ze Słowacją. Administracyjnie należy do powiatu Rétság, wchodzącego w skład komitatu Nógrád.
Gmina Alsópetény liczy 734 mieszkańców (2009) i zajmuje obszar 19,68 km².